# Lista de mesorregiões e microrregiões de Alagoas

Mapa de Alagoas mostrando seus municípios agrupados em microrregiões, que por sua vez estão agrupadas em mesorregiões.

Esta é a lista de mesorregiões e microrregiões de Alagoas, estado brasileiro da Região Nordeste do país. O estado de Alagoas foi dividido geograficamente pelo IBGE em três mesorregiões, que por sua vez abrangiam 13 microrregiões, segundo o quadro vigente entre 1989 e 2017.
Em 2017, o IBGE extinguiu as mesorregiões e microrregiões, criando um novo quadro regional brasileiro, com novas divisões geográficas denominadas, respectivamente, regiões geográficas intermediárias e imediatas.

## Mesorregiões de Alagoas
| Mesorregião      | Código | Número de municípios | Localização                         | Microrregiões              | Código |
| ---------------- | ------ | -------------------- | ----------------------------------- | -------------------------- | ------ |
| Sertão Alagoano  | 01     | 26                   |                                     | Serrana do Sertão Alagoano | 001    |
| Sertão Alagoano  | 01     | 26                   | Alagoana do Sertão do São Francisco | 002                        |        |
| Sertão Alagoano  | 01     | 26                   | Santana do Ipanema                  | 003                        |        |
| Sertão Alagoano  | 01     | 26                   | Batalha                             | 004                        |        |
| Agreste Alagoano | 02     | 24                   |                                     | Palmeira dos Índios        | 005    |
| Agreste Alagoano | 02     | 24                   | Arapiraca                           | 006                        |        |
| Agreste Alagoano | 02     | 24                   | Traipu                              | 007                        |        |
| Leste Alagoano   | 03     | 52                   |                                     | Serrana dos Quilombos      | 008    |
| Leste Alagoano   | 03     | 52                   | Mata Alagoana                       | 009                        |        |
| Leste Alagoano   | 03     | 52                   | Litoral Norte Alagoano              | 010                        |        |
| Leste Alagoano   | 03     | 52                   | Maceió                              | 011                        |        |
| Leste Alagoano   | 03     | 52                   | São Miguel dos Campos               | 012                        |        |
| Leste Alagoano   | 03     | 52                   | Penedo                              | 013                        |        |

## Microrregiões de Alagoas divididas por mesorregiões

### Mesorregião do Sertão Alagoano
| Microrregião                        | Código | Localização            | Municípios      |
| ----------------------------------- | ------ | ---------------------- | --------------- |
| Serrana do Sertão Alagoano          | 001    |                        | Água Branca     |
| Serrana do Sertão Alagoano          | 001    | Canapi                 |                 |
| Serrana do Sertão Alagoano          | 001    | Inhapi                 |                 |
| Serrana do Sertão Alagoano          | 001    | Mata Grande            |                 |
| Serrana do Sertão Alagoano          | 001    | Pariconha              |                 |
| Alagoana do Sertão do São Francisco | 002    |                        | Delmiro Gouveia |
| Alagoana do Sertão do São Francisco | 002    | Olho d'Água do Casado  |                 |
| Alagoana do Sertão do São Francisco | 002    | Piranhas               |                 |
| Santana do Ipanema                  | 003    |                        | Carneiros       |
| Santana do Ipanema                  | 003    | Dois Riachos           |                 |
| Santana do Ipanema                  | 003    | Maravilha              |                 |
| Santana do Ipanema                  | 003    | Ouro Branco            |                 |
| Santana do Ipanema                  | 003    | Palestina              |                 |
| Santana do Ipanema                  | 003    | Pão de Açúcar          |                 |
| Santana do Ipanema                  | 003    | Poço das Trincheiras   |                 |
| Santana do Ipanema                  | 003    | Santana do Ipanema     |                 |
| Santana do Ipanema                  | 003    | São José da Tapera     |                 |
| Santana do Ipanema                  | 003    | Senador Rui Palmeira   |                 |
| Batalha                             | 004    |                        | Batalha         |
| Batalha                             | 004    | Belo Monte             |                 |
| Batalha                             | 004    | Jacaré dos Homens      |                 |
| Batalha                             | 004    | Jaramataia             |                 |
| Batalha                             | 004    | Major Izidoro          |                 |
| Batalha                             | 004    | Monteirópolis          |                 |
| Batalha                             | 004    | Olho d'Água das Flores |                 |
| Batalha                             | 004    | Olivença               |                 |

### Mesorregião do Agreste Alagoano
| Microrregião        | Código | Localização         | Municípios         |
| ------------------- | ------ | ------------------- | ------------------ |
| Palmeira dos Índios | 005    |                     | Belém              |
| Palmeira dos Índios | 005    | Cacimbinhas         |                    |
| Palmeira dos Índios | 005    | Estrela de Alagoas  |                    |
| Palmeira dos Índios | 005    | Igaci               |                    |
| Palmeira dos Índios | 005    | Maribondo           |                    |
| Palmeira dos Índios | 005    | Mar Vermelho        |                    |
| Palmeira dos Índios | 005    | Minador do Negrão   |                    |
| Palmeira dos Índios | 005    | Palmeira dos Índios |                    |
| Palmeira dos Índios | 005    | Paulo Jacinto       |                    |
| Palmeira dos Índios | 005    | Quebrangulo         |                    |
| Palmeira dos Índios | 005    | Tanque d'Arca       |                    |
| Arapiraca           | 006    |                     | Arapiraca          |
| Arapiraca           | 006    | Campo Grande        |                    |
| Arapiraca           | 006    | Coité do Noia       |                    |
| Arapiraca           | 006    | Craíbas             |                    |
| Arapiraca           | 006    | Feira Grande        |                    |
| Arapiraca           | 006    | Girau do Ponciano   |                    |
| Arapiraca           | 006    | Lagoa da Canoa      |                    |
| Arapiraca           | 006    | Limoeiro de Anadia  |                    |
| Arapiraca           | 006    | São Sebastião       |                    |
| Arapiraca           | 006    | Taquarana           |                    |
| Traipu              | 007    |                     | Olho d'Água Grande |
| Traipu              | 007    | São Brás            |                    |
| Traipu              | 007    | Traipu              |                    |

### Mesorregião do Leste Alagoano
| Microrregião           | Código | Localização             | Municípios             |
| ---------------------- | ------ | ----------------------- | ---------------------- |
| Serrana dos Quilombos  | 008    |                         | Chã Preta              |
| Serrana dos Quilombos  | 008    | Ibateguara              |                        |
| Serrana dos Quilombos  | 008    | Pindoba                 |                        |
| Serrana dos Quilombos  | 008    | Santana do Mundaú       |                        |
| Serrana dos Quilombos  | 008    | São José da Laje        |                        |
| Serrana dos Quilombos  | 008    | União dos Palmares      |                        |
| Serrana dos Quilombos  | 008    | Viçosa                  |                        |
| Mata Alagoana          | 009    |                         | Atalaia                |
| Mata Alagoana          | 009    | Branquinha              |                        |
| Mata Alagoana          | 009    | Cajueiro                |                        |
| Mata Alagoana          | 009    | Campestre               |                        |
| Mata Alagoana          | 009    | Capela                  |                        |
| Mata Alagoana          | 009    | Colônia Leopoldina      |                        |
| Mata Alagoana          | 009    | Flexeiras               |                        |
| Mata Alagoana          | 009    | Jacuípe                 |                        |
| Mata Alagoana          | 009    | Joaquim Gomes           |                        |
| Mata Alagoana          | 009    | Jundiá                  |                        |
| Mata Alagoana          | 009    | Matriz de Camaragibe    |                        |
| Mata Alagoana          | 009    | Messias                 |                        |
| Mata Alagoana          | 009    | Murici                  |                        |
| Mata Alagoana          | 009    | Novo Lino               |                        |
| Mata Alagoana          | 009    | Porto Calvo             |                        |
| Mata Alagoana          | 009    | São Luís do Quitunde    |                        |
| Litoral Norte Alagoano | 010    |                         | Japaratinga            |
| Litoral Norte Alagoano | 010    | Maragogi                |                        |
| Litoral Norte Alagoano | 010    | Passo de Camaragibe     |                        |
| Litoral Norte Alagoano | 010    | Porto de Pedras         |                        |
| Litoral Norte Alagoano | 010    | São Miguel dos Milagres |                        |
| Maceió                 | 011    |                         | Barra de Santo Antônio |
| Maceió                 | 011    | Barra de São Miguel     |                        |
| Maceió                 | 011    | Coqueiro Seco           |                        |
| Maceió                 | 011    | Maceió                  |                        |
| Maceió                 | 011    | Marechal Deodoro        |                        |
| Maceió                 | 011    | Paripueira              |                        |
| Maceió                 | 011    | Pilar                   |                        |
| Maceió                 | 011    | Rio Largo               |                        |
| Maceió                 | 011    | Santa Luzia do Norte    |                        |
| Maceió                 | 011    | Satuba                  |                        |
| São Miguel dos Campos  | 012    |                         | Anadia                 |
| São Miguel dos Campos  | 012    | Boca da Mata            |                        |
| São Miguel dos Campos  | 012    | Campo Alegre            |                        |
| São Miguel dos Campos  | 012    | Coruripe                |                        |
| São Miguel dos Campos  | 012    | Jequiá da Praia         |                        |
| São Miguel dos Campos  | 012    | Junqueiro               |                        |
| São Miguel dos Campos  | 012    | Roteiro                 |                        |
| São Miguel dos Campos  | 012    | São Miguel dos Campos   |                        |
| São Miguel dos Campos  | 012    | Teotônio Vilela         |                        |
| Penedo                 | 013    |                         | Feliz Deserto          |
| Penedo                 | 013    | Igreja Nova             |                        |
| Penedo                 | 013    | Penedo                  |                        |
| Penedo                 | 013    | Piaçabuçu               |                        |
| Penedo                 | 013    | Porto Real do Colégio   |                        |